# 格拉姆措
格拉姆措（德語：Gramzow）是德国勃兰登堡州的一个市镇，隶属于乌克马克县。总面积为66.26平方千米，截至2020年总人口为1800人。